# Шолданешти (Сучава)
Шолданешти (рум. Șoldănești) насеље је у Румунији у округу Сучава у општини Фалтичени. Oпштина се налази на надморској висини од 301 m.

## Становништво
Према подацима из 2002. године у насељу је живело 869 становника, од којих су сви румунске националности.